# Ехегис-1
Ехегис-1 (арм. Եղեգիս-1, англ. Yeghegis-1) — скальное убежище, расположеное на склоне в долине Ехегис в марзе Вайоц-Дзор Армении. Обнаружено в 2020 году. Было найдено множество каменных орудий, разбросанных вдоль склона перед входом. Кроме того, в западной части скального убежища была обнаружена конструкция, похожая на стену. Выявлено долгосрочное человеческое поселение с конца 5-го до середины 4-го тысячелетия до н.э. Всего обнаружено более 30 000 артефактов.  

## Исследование
Скальное убежище представляет собой частично обрушившуюся пещеру, в которой, как предполагается, скотоводы зимовали со своими стадами. Каменные орудия в основном состоят из обсидиана (92,1%), несмотря на то, что убежище находилось на расстоянии более 60 км пешком от ближайших источников.
В 2022 году в результате раскопок было обнаружено около 7 тысяч костей животных, часть из которых была идентифицирована.
Также были обнаружены медные предметы и шлаки (отходы плавки), артефакты, изготовленные из костей животных, включая костяные наконечники и бусины. Результаты показывают, что жизнь на большой высоте и расширение социальных сетей были динамическими процессами.

### Финансирование
Проект археологических раскопок финансируется Обществом Макса Планка, Научным комитетом Армении. Материалы, извлеченные из раскопок, в настоящее время хранятся в Региональном музее Ехегнадзора.